# Teodoro (mestre dos soldados honorário)
Teodoro (em latim: Teodorus) foi um oficial bizantino do século VI, ativo durante o reinado do imperador Tibério II (r. 574–582). Em 579, acompanhou Zacarias em missão diplomática ao Império Sassânida. É incerto qual posição ocupava quando participou nesta expedição, mas a julgar pela forma como é descrito nas fontes é provável que foi um espatário ou poderia ter sido um dos escrivães (prováveis oficiais dos excubitores) a quem os imperadores conferiam missões especiais. De todo modo, para garantir maior peso à embaixada, Teodoro recebeu a dignidade honorífica de mestre dos soldados.